# Tim Mayotte
Timothy „Tim“ Mayotte (* 3. August 1960 in Springfield, Massachusetts) ist ein ehemaliger US-amerikanischer Tennisspieler.

## Leben
Mayotte studierte Geschichte an der Stanford University und gewann 1981 den Einzeltitel bei den NCAA Championships. Im selben Jahr wurde er Tennisprofi und konnte an der Seite seines Bruders Chris seinen ersten und einzigen Doppeltitel auf der ATP World Tour erringen. Bei zwei weiteren Turnieren stand er mit unterschiedlichen Doppelpartnern im Finale, wo sie den jeweiligen Gegnern unterlagen. Erst 1985 gewann er in Delray Beach seinen ersten von insgesamt zwölf Einzeltiteln. Insgesamt trat er in fünf Finalpartien gegen Ivan Lendl an, konnte jedoch keine davon für sich entscheiden. Seine höchste Notierung in der Tennis-Weltrangliste erreichte er 1988 mit Position sieben im Einzel sowie 1983 mit Position 66 im Doppel.
Seine besten Einzelergebnisse bei Grand-Slam-Turnieren erreichte er jeweils mit dem Halbfinale 1982 in Wimbledon und 1983 bei den Australian Open. Zudem erreichte er im Doppel zweimal das Achtelfinale der French Open sowie einmal das Achtelfinale der US Open.
Mayotte spielte zwischen 1986 und 1987 fünf Einzelpartien für die US-amerikanische Davis-Cup-Mannschaft. Obwohl er zu dieser Zeit zu den erfolgreichsten US-amerikanischen Einzelspielern gehörte, wurde er nach seinen beiden Einzelniederlagen gegen Eric Jelen und Boris Becker beim Viertelfinale gegen Deutschland in Hartford nicht mehr berücksichtigt. Seine Davis-Cup-Bilanz war mit 1-4 negativ. Bei den Olympischen Sommerspielen 1988 in Seoul trat er für die USA an und gewann nach seiner Finalniederlage gegen Miloslav Mečíř die Silbermedaille im Einzel.
2009 wurde Mayotte von der United States Tennis Association (USTA) zum Nationaltrainer berufen.

## Erfolge
| Legende                                  |
| Grand Slam                               |
| Olympische Spiele                        |
| Tennis Masters Cup                       |
| ATP Masters Series                       |
| ATP International Series Gold            |
| ATP International Series Grand Prix (13) |
| ATP Challenger Series                    |

| ATP-Titel nach Belag |
| Hartplatz (6)        |
| Sand                 |
| Rasen (1)            |
| Teppich (6)          |

### Einzel

#### Turniersiege
| Nr. | Datum             | Turnier         | Belag     | Finalgegner      | Ergebnis                |
| --- | ----------------- | --------------- | --------- | ---------------- | ----------------------- |
| 1.  | 18. Februar 1985  | Miami Masters   | Hartplatz | Scott Davis      | 4:6, 4:6, 6:3, 6:2, 6:4 |
| 2.  | 16. Juni 1986     | Queen’s Club    | Rasen     | Jimmy Connors    | 6:4, 2:1, Aufgabe       |
| 3.  | 9. Februar 1987   | Philadelphia    | Teppich   | John McEnroe     | 3:6, 6:1, 6:3, 6:1      |
| 4.  | 6. April 1987     | Chicago         | Teppich   | David Pate       | 6:4, 6:2                |
| 5.  | 19. Oktober 1987  | Toulouse        | Hartplatz | Ricki Osterthun  | 6:2, 5:7, 6:4           |
| 6.  | 9. November 1987  | Paris Indoor    | Teppich   | Brad Gilbert     | 2:6, 6:3, 7:5, 6:7, 6:3 |
| 7.  | 16. November 1987 | Frankfurt Cup   | Teppich   | Andrés Gómez     | 7:6, 6:4                |
| 8.  | 29. Februar 1988  | Philadelphia    | Teppich   | John Fitzgerald  | 4:6, 6:2, 6:2, 6:3      |
| 9.  | 25. Juli 1988     | Schenectady     | Hartplatz | Johan Kriek      | 5:7, 6:3, 6:2           |
| 10. | 10. Oktober 1988  | Brisbane        | Hartplatz | Marty Davis      | 6:4, 6:4                |
| 11. | 24. Oktober 1988  | Frankfurt Cup   | Teppich   | Leonardo Lavalle | 4:6, 6:4, 6:3           |
| 12. | 31. Juli 1989     | Washington D.C. | Hartplatz | Brad Gilbert     | 3:6, 6:4, 7:5           |

#### Finalteilnahmen
| Nr. | Datum              | Turnier                 | Belag       | Finalgegner         | Ergebnis           |
| --- | ------------------ | ----------------------- | ----------- | ------------------- | ------------------ |
| 1.  | 4. Oktober 1981    | Maui                    | Hartplatz   | Hank Pfister        | 4:6, 4:6           |
| 2.  | 21. März 1982      | Straßburg               | Teppich (i) | Ivan Lendl          | 0:6, 5:7, 1:6      |
| 3.  | 20. Juni 1982      | Bristol                 | Rasen       | John Alexander      | 3:6, 4:6           |
| 4.  | 15. Juli 1984      | Newport                 | Rasen       | Vijay Amritraj      | 6:3, 4:6, 4:6      |
| 5.  | 14. April 1985     | WCT Finals              | Teppich (i) | Ivan Lendl          | 6:7, 4:6, 1:6      |
| 6.  | 2. Februar 1986    | Philadelphia (1)        | Teppich (i) | Ivan Lendl          | kampflos           |
| 7.  | 30. September 1988 | Olympische Sommerspiele | Hartplatz   | Miloslav Mečíř      | 6:3, 2:6, 4:6, 2:6 |
| 8.  | 26. Februar 1989   | Philadelphia (2)        | Teppich (i) | Boris Becker        | 6:7, 1:6, 3:6      |
| 9.  | 11. Februar 1990   | Mailand                 | Teppich (i) | Ivan Lendl          | 3:6, 2:6           |
| 10. | 18. Februar 1990   | Toronto Indoor          | Teppich (i) | Ivan Lendl          | 3:6, 0:6           |
| 11. | 11. November 1990  | Moskau                  | Teppich (i) | Andrei Tscherkassow | 2:6, 1:6           |

### Doppel

#### Turniersiege
| Nr. | Datum           | Turnier          | Belag       | Partner        | Finalgegner                   | Ergebnis      |
| --- | --------------- | ---------------- | ----------- | -------------- | ----------------------------- | ------------- |
| 1.  | 25. Januar 1981 | San Juan         | Hartplatz   | Chris Mayotte  | Tim Gullikson Eliot Teltscher | 6:4, 7:6      |
| 1.  | 16. März 1980   | Stuttgart Indoor | Hartplatz   | Larry Stefanki | Wojciech Fibak Tomáš Šmíd     | 4:6, 6:7      |
| 2.  | 4. April 1982   | Frankfurt        | Teppich (i) | Tony Giammalva | Steve Denton Mark Edmondson   | 7:6, 3:6, 3:6 |